# Großer Neuenhof

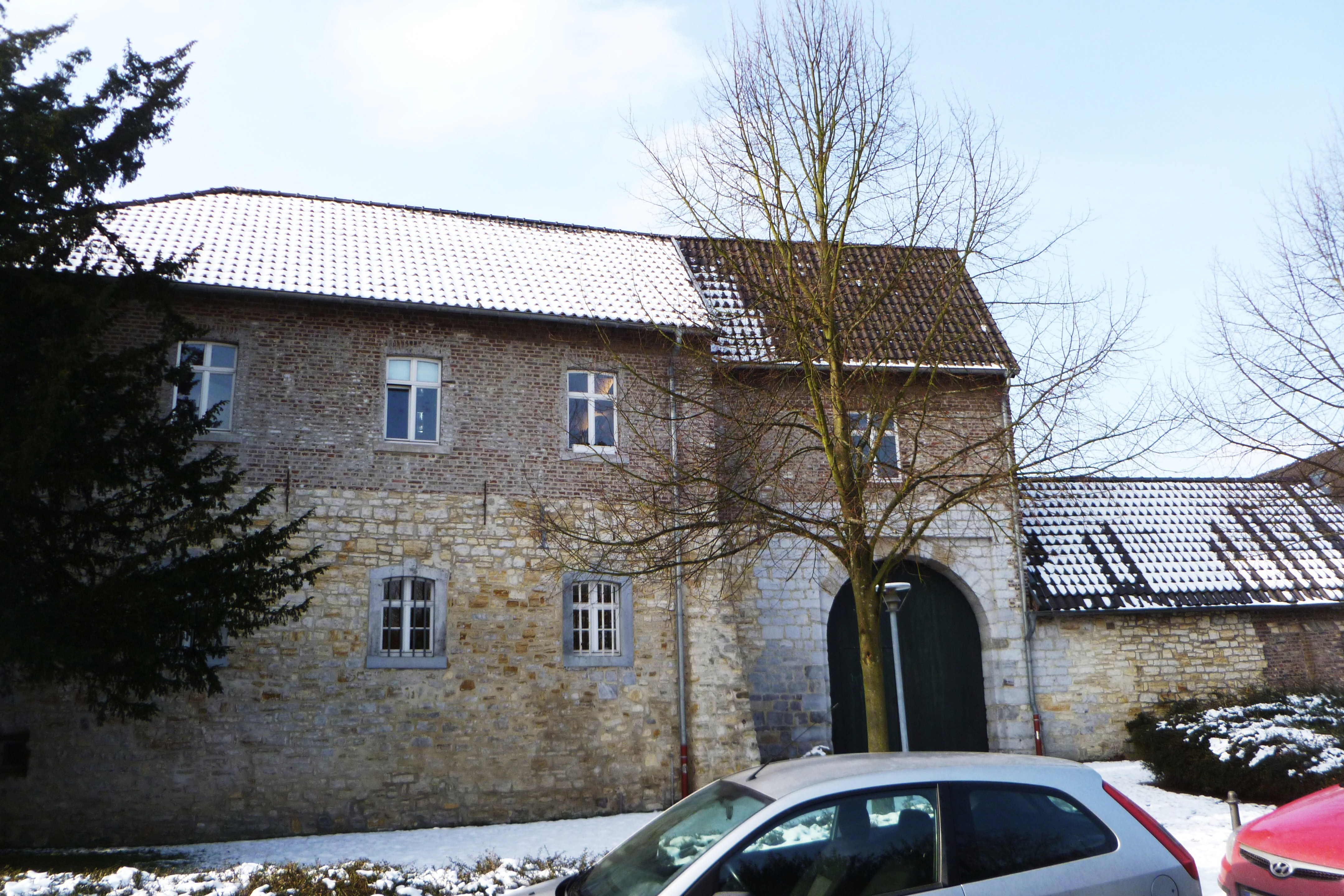
Großer Neuenhof

Der Große Neuenhof (historisch auch Gut Baenlä, Baenlen, Baendelen und Vaelser Neuhof) ist eine denkmalgeschützte Hofanlage im Aachener Stadtteil Laurensberg, die auf Anfänge aus dem 14. Jahrhundert zurückzuführen ist. Der ursprünglich vierflüglige, in Bruch- und Backsteinen ausgeführte Wirtschaftshof war früher von einem Wassergraben umgeben. Das zweistöckige Herrenhaus wurde in der ersten Hälfte des 18. Jahrhunderts errichtet. Der Gebäudekomplex wurde mehrfach umgebaut und auf verschiedene Art und Weise genutzt. Im Jahr 1972 ging die Hofanlage in den Besitz des Landes Nordrhein-Westfalen über und wird nach der Rekonstruktion des Baudenkmals und einer baulichen Erweiterung als Gebäude der RWTH Aachen genutzt.

## Baugeschichte
Die Ursprünge des Gebäudekomplexes gehen auf das 14. Jahrhundert zurück. Das damals schlossartige, mit Türmen versehene Anwesen lag in dem ehemaligen Dorf Baenlä, westlich von Aachen in der Nähe der alten Königsstraße von Aachen nach Maastricht, am Fuße des Schneebergs, an dem kreidezeitliche Kalk- und Mergelsteine zu Bauzwecken gebrochen wurden. Der bedeutende Meierhof war von einem Wassergraben umgeben. Zu den Gebäuden zählte ausgedehnter Landbesitz, der im 15. Jahrhundert stetig erweitert wurde.
Anfang des 15. Jahrhunderts kam der Hof in Besitz von Gerhard von Haren, dem Stammvater des Aachener Zweiges der alten und angesehenen Familie van Haren aus dem Herzogtum Limburg. Am 10. Juli 1459 wurde von dessen Sohn Adam von Haren der Hof Baenlä dem Benediktinerinnenkloster St. Mauritius in Köln überschrieben, in dem Mettel (Mechtildis), die älteste Tochter Adams, 1455 als Nonne eingetreten ist. Der heute im niederländischen Limburg gelegene Hof Margraten, ebenfalls in Besitz von Adam von Haren, wurde dabei als Pfand für die Zinsen, die auf dem Hof lasteten, eingesetzt.
Am 22. Oktober 1520 zog König Karl V. zu seiner Krönung nach Aachen ein, nachdem er sich zuvor längere Zeit im oder bei Gut Neuendorf aufhalten hatte.
Im Jahr 1775 war der Große Neuenhof im Besitz des Makkabäerklosters in Köln. Im Zuge der Säkularisation wurde der Kirchenbesitz an Privatpersonen veräußert.
Im 18. und 19. Jahrhundert wurde die Hofanlage mehrfach umgebaut.
Im Südosten der Hofanlage befindet sich ein in der ersten Hälfte des 18. Jahrhunderts neu errichtetes zweigeschossiges, dreiachsiges Wohnhaus mit einem Mansarddach. Es wurde aus verputztem Backstein mit Werksteingewänden aus Blaustein um die Fenster und Türen ausgeführt. Das Obergeschoss wurde im 19. Jahrhundert erneuert und mit Blaustein-Fensterbänken ausgestattet. Die Blausteingewände im Erdgeschoss lassen sich aufgrund der Form ihrer Segmentbogenstürze in die erste Hälfte des 18. Jahrhunderts datieren und sind somit die ältesten noch erhaltenen Bauteile der Anlage. Einige ursprüngliche Bauelemente, wie der ehemalig offene Küchenkamin und die sogenannte Upkammer, ein kleiner Raum hinter der Küche, lassen sich noch nachvollziehen. Das Gebäude ist unterkellert, wobei die Gewölbe zu unterschiedlichen Zeiten errichtet wurden.
An das Wohnhaus schließt sich ein zweigeschossiger Torbau mit einem heute noch vorhandenen, kürzlich restaurierten Eichentor mit Schlupftür an. Am Fuß des Tores sind noch die originalen Radabweiser aus Blaustein, die verhindern sollten, dass Fuhrwerke das Tor beschädigen. Zwischen der Toranlage und den sich anschließenden Wirtschaftsgebäuden befand sich ein kleines Backhaus mit einer Backstube und einer Latrinenanlage. Die Backstube war noch in der ersten Hälfte des 20. Jahrhunderts funktionstüchtig, wurde nach dem Zweiten Weltkrieg jedoch bis auf den eigentlichen Backofen zurückgebaut. Die südlichen und westlichen Wirtschaftsflügel wurden zu verschiedenen Zeiten zwischen dem 15. und 19. Jahrhundert errichtet und durch Scheunen ergänzt, die im 19. Jahrhundert angebaut wurden. Diese neueren Gebäudeteile sind in Backsteinmauerwerk ausgeführt, die älteren Gebäude (Wohnhaus und Torgebäude) größtenteils aus Bruchsteinmauerwerk aus Natursteinen errichtet wurden.

## Rekonstruktion und Erweiterungen
Die Instandsetzungsmaßnahmen des Wohnhauses erfolgte zunächst 1979 bis 1982 unter denkmalpflegerischen Aspekten in mehreren Abschnitten. Die historische Bausubstanz war unter anderem durch einen Brand stark beschädigt worden. Dabei wurde zunächst der Dachstuhl instand gesetzt und mit Schiefer neueingedeckt sowie die Zwischendecken gesichert. Des Weiteren wurden teilweise die historischen Stuckdecken und Türen rekonstruiert sowie die Fenster erneuert.
In den Jahren 1997 und 1998 wurde das Anwesen grundlegenden Restaurierungsarbeiten unterzogen. Die Entwurfsplanung für den Umbau legte das Staatliche Bauamt Aachen vor. Zunächst wurden Sandstrahlarbeiten an der Außenfassade durchgeführt, um mehrere Anstriche von Sumpfkalk zu entfernen, die in früheren Zeiten u. a. zur Ungeziefer- und Schimmelbekämpfung sowie aus ästhetischen Gründen aufgebracht wurden. Schadhaftes Mauerwerk – sowohl aus Natursteinen wie auch aus Ziegelsteinen – musste zum Teil großflächig ausgetauscht und erneuert werden. Besonderes Augenmerk wurde auf die Rekonstruktion der historischen Natursteingewände und Treppen aus Blaustein gelegt.
Die ehemalige Scheune musste 1997 wegen Baufälligkeit abgerissen werden. An dieser Stelle wurde ein Neubau errichtet, der auf Pfählen gegründet wurde, um den geologischen Gegebenheiten des Untergrundes Rechnung zu tragen. Auch andere Gebäudeteile mussten statisch stabilisiert werden, so dass mehrere Gebäudeteile dauerhaft unterfangen werden mussten.
Die ehemaligen Stallungen wurden im Zuge der Umbaumaßnahmen zu Sport- und Gymnastikräumen umgebaut. Das historische Eichengebälk wurde dabei freigelegt und saniert.
Das eigentliche Wohngebäude wurde grundsaniert und der zukünftigen Nutzung angepasst. Neben denkmalpflegerischen Aspekten mussten besonders hier die Brandschutzbestimmungen bei der Sanierung berücksichtigt werden. Die in zahlreichen Räumen enthaltenen Kölner Decken wurden aufgearbeitet und stellenweise rekonstruiert. Der Treppenaufgang und der Eingangsbereich wurden neu gestaltet. Das ehemalige Wohnzimmer im 1. Geschoss, der sogenannte Kaisersaal, wurde unter Einbeziehung der historischen Elemente restauriert. Dabei wurden die Stuckarbeiten nach historischem Vorbild ausgeführt und die Wände mit einem hellen Anstrich versehen. Als Fußbodenbelag wurde aus denkmalpflegerischen Gesichtspunkten Parkett und Naturstein verwendet.
Bei den Bauarbeiten konnte auch der alte Hausbrunnen des Gehöftes wiederentdeckt werden. Der 32 m tiefe Brunnen erschließt Grundwasser aus der Kreide-Formation. Die Ausmauerung des Brunnens wurde mit Kalkstein (Belgisch Granit) gesichert und anschließend abgedeckt.
Die alte Latrinenanlage und die historische Backstube des Anwesens blieb erhalten und wurde rekonstruiert. Der Innenhof wurde der neuen Nutzung angepasst und gärtnerisch gestaltet.

### Erweiterung ab 2011
Dem steigenden Bedarf nach psychiatrischen Betreuungsplätzen für Kinder und Jugendliche soll ein Erweiterungsbau in der unmittelbaren Nachbarschaft des Großen Neuenhofs Rechnung tragen, der sich an der Architektur des benachbarten Großen Neuenhof orientiert. Aus dem 2011 international ausgelobten Architekturwettbewerb ging der Entwurf des Berliner Architekturbüros Heinle, Wischer und Partner als Sieger hervor, der in den folgenden Jahren realisiert werden soll.

## Nutzung
Der Große Neuenhof diente im 15. Jahrhundert als befestigter Meierhof der Versorgung der Aachener Königspfalz. Er wurde 1459 in das Eigentum eines Kölner Klosters überschrieben und in der Folgezeit landwirtschaftlich bewirtschaftet. im Zuge der Säkularisierung wurde das kirchliche Eigentum enteignet und das Gehöft und die Ländereien verkauft. Bis zu seinem Verkauf an das Land Nordrhein-Westfalen im Jahr 1972 wurde der Große Neuenhof landwirtschaftlich bewirtschaftet. Zunächst wurde in den Folgejahren in den Gebäuden ein Weindepot eingerichtet.
Nach Rekonstruktion und Umbau wurde der Große Neuenhof der RWTH Aachen zur Nutzung übergeben. In den Gebäuden wurden die Einrichtungen der Kinder- und Jugendpsychiatrie des Universitätsklinikums Aachen untergebracht.
Auf dem Gelände des Großen Neuenhofs wurde in unmittelbarer Nachbarschaft der denkmalgeschützten Gebäude im Jahr 2003 und 2004 ein Neubau errichtet, der die Schule für erkrankte Kinder der Städteregion Aachen, die Janusz-Korczak-Schule, beherbergt.

### Denkmalverzeichnis
Im Jahr 1978 erfolgte der Eintrag vom Landeskonservator Rheinland in das Denkmalverzeichnis 1.2 Aachen – Übrige Stadtteile nach einer bauhistorischen Beschreibung von Hans Königs:
„Großer Neuenhof: 18., 19. Jhd. ehem. wasserumwehrter 4flügeliger Hof in Bruchstein und Backstein, Wohnhaus 2geschossig in 3 Achsen, EG Blausteingewände, OG (im 19. Jh. erneuert) mit Blaustein-Fensterbänken; rechts ein 2geschossiger Anbau mit Tordurchfahrt; Wirtschaftsgebäude z. T. 19. Jh.“